# روی کارول
روی کارول (انگلیسی: Roy Carroll؛ زادهٔ ۳۰ سپتامبر ۱۹۷۷) بازیکن فوتبال اهل ایرلند شمالی است.
از باشگاه‌هایی که در آن دروازه‌بانی کرده‌است می‌توان به المپیاکوس، باشگاه فوتبال هال سیتی، باشگاه فوتبال دربی کانتی، باشگاه فوتبال وستهام یونایتد، باشگاه فوتبال منچستر یونایتد، باشگاه فوتبال ویگان اتلتیک، باشگاه فوتبال رنجرز، باشگاه فوتبال نوتس کانتی، و تیم ملی فوتبال ایرلند شمالی اشاره کرد.